# Patrizia Suzzi
Patrizia Suzzi (Rimini, 26 novembre 1953) è una stilista italiana.

## Biografia

### Origini
Primogenita di tre sorelle e figlia di Paolo Suzzi, fondatore della Banca Popolare d'Ancona (successivamente diventata UBI Banca) e di diversi club Rotary International dell'alto Montefeltro e di Cleofe Monti, poetessa e pittrice. Dalla madre ha ereditato la creatività, espressa fin da piccola nella passione per il disegno, soprattutto di abiti e figurini.

### Attività
Ha dato vita a numerosi marchi, tra cui Macumba, Shock, La gatta sul tetto che scotta, Veleno, Sweet Shock, Fili di luna, Chic & Shock, Shock Baby, Tre civette sul comò, Post Scriptum, Blue Velvet, Sandy Lane, Angel e il marchio omonimo Patrizia Suzzi. Entra nel mondo della moda seguendo le sue passioni, dopo iniziali studi universitari nell'ambito della Medicina.
Per una serie di fortunate coincidenze, alcune sue creazioni realizzate a mano vengono notate da importanti boutique dell'epoca, fatto che la convince nel 1979 ad aprire il suo primo negozio di abbigliamento donna chiamato Macumba a Bologna, città in cui aveva intrapreso gli studi universitari. Il negozio, grazie all'esclusività dei capi prodotti, diventa un punto di riferimento per numerosi personaggi dello spettacolo. Nel 1983, grazie al successo della piccola produzione artigianale nasce la Shock S.p.a. con la quale produce i marchi d'abbigliamento protagonisti della moda negli anni '80 e '90. Il grande riscontro derivò dall'innovativa modalità "see now, buy now" che permetteva ai negozianti e ai rivenditori di proporre i nuovi prodotti immediatamente, senza i normali tempi di attesa delle collezioni "programmate". Per soddisfare le richieste di differenti tipologie di pubblico nascono, poi, tutti i marchi precedentemente citati. Riscuotono particolare successo le linee di abbigliamento da bambina, anche grazie alla partecipazione a fiere internazionali come Pitti Bimbo che permettono al marchio di essere apprezzato anche in mercati prestigiosi come Giappone ed Emirati Arabi. Negli stessi anni, compaiono per la prima volta nelle sue campagne pubblicitarie alcune modelle che diventeranno in seguito molto conosciute e apprezzate, come Amber Valletta. Riscuote grande successo anche la sua linea beachwear lanciata nel 2003 negli Stati Uniti e presentata a Miami. 
Resta presente sul mercato con il marchio omonimo fino al 2012, anno in cui inizia a lavorare come consulente per svariati brand di abbigliamento e Moda Mare italiani ed esteri tramite Patrizia Suzzi Fashion Consulting.
Nel 2020 reintrodice il suo omonimo brand sul mercato lanciando il sito ufficiale, unica forma di commercializzazione del brand.

## Mondo dello spettacolo
Nel 1986 è stata ospite di Maurizio Costanzo nell'omonima trasmissione televisiva in una diretta da Riccione in cui Viale Ceccarini è stato trasformato in una grande passerella. Ha, inoltre, realizzato gli abiti per le concorrenti di Miss Universo e Modella Dell'Anno (spettacolo dal quale sono iniziate le carriere di molte Top model) in diverse edizioni e, nel 2001, ha vestito il cast femminile del film Il principe e il pirata di Leonardo Pieraccioni. Ha lavorato anche con icone degli anni 80 e 90 come Nadia Cassini e Corinne Cléry, le quali hanno indossato i suoi abiti in numerose trasmissioni Rai.